# Comarruga
 (juillet 2018).
Si vous disposez d'ouvrages ou d'articles de référence ou si vous connaissez des sites web de qualité traitant du thème abordé ici, merci de compléter l'article en donnant les références utiles à sa vérifiabilité et en les liant à la section « Notes et références ».
Comarruga (en catalan, Coma-ruga) est une station balnéaire dans la municipalité de El Vendrell, dans la province de Tarragone (Catalogne, Espagne). Il s'étend le long de 2,3 km de long Plage de Comarruga. Jusqu'en 1946, il fait partie de l'ancienne municipalité de San Vicente de Calders.

## Emplacement
Comarruga est située dans la partie orientale de la Costa Dorada, à environ 55 km à l'ouest de Barcelone-El Prat, à proximité des stations touristiques de Calafell et de Torredembarra. Développée dans les années 1950 et 1960, Comarruga est devenue une destination touristique populaire, en particulier pour les familles. Une belle plage de sable fin s'étirant sur plus de 2 km est sa principale attraction.

## Le climat
Comarruga a un climat typiquement méditerranéen (classification climatique de Köppen: Csa), caractérisée par des hivers doux et des étés chauds. Le plus pluvieux de la saison est l'automne, et la saison la plus sèche est l'été. Les heures d'ensoleillement sont au-dessus de 2 500.
| Mois | jan. | fév. | mars | avril | mai | juin | jui. | août | sep. | oct. | nov. | déc. |
| ---- | ---- | ---- | ---- | ----- | --- | ---- | ---- | ---- | ---- | ---- | ---- | ---- |

## L'histoire
La première référence écrite à Comarruga apparaît en 1180, lorsque l'abbé de Sant Cugat accordée à Arnau Sunyer i Berenguer l'endroit nommé ipsum vilare de Coma Ruga, à proximité des châteaux de Calders et de Saint Vincent. La concession n'a pas accordé à la propriété de l'étang de Comarruga, qui appartenait au monastère de Sant Cugat.
En 1183, l'abbé du monastère de Sant Cugat obtenir des droits supplémentaires en faveur de Bernat de Papiol, qui a accepté le compromis de protéger et de défendre les propriétés du monastère et de ses habitants.
En 1887, la gare de Sant Vicenç de Calders a été construite à l'intérieur des terres de Comarruga. Au cours du XXe siècle, cette gare est devenue l'une des plus importantes intersections de chemin de fer en Catalogne. Pour cette raison, un petit quartier développé autour d'elle, la plupart des travailleurs des chemins de fer et de ses familles. Pendant la guerre civile espagnole, cette gare a été attaquée à plusieurs reprises par l'armée du général Franco. Grâce à la collaboration d'hydravions italiens pendant les vacances de Noël de 1938 (entre le 25 et le 29), Comarruga a été bombardée causant des dizaines de victimes.
En 1892, les sources chaudes de l'étang et ruisseau (riuet) de Comarruga ont été déclarées d'intérêt public pour ses propriétés pour la santé par l'Académie royale de médecine et de chirurgie de Barcelone. En 1920, l'hôtel et un spa ont été construits près de l'étang. Cela a commencé le développement urbain de Comarruga qui, plus tard, dans les années 1960 et 1970, deviendra une ville touristique importante.

## Démographie

### Population
En 2015, la population de Comarruga était 4 074.

### Langues
Les deux langues officielles sont l'espagnol et le catalan. Les gouvernements régionaux et locaux utilisent presque exclusivement le catalan et les panneaux publics sont généralement écrites dans cette langue. L'espagnol est la langue des affaires et la langue la plus parlée entre les résidents et les visiteurs.
La plupart des jeunes ont une certaine connaissance de l'anglais. Les personnes travaillant dans l'industrie du tourisme peut aussi parler d'autres langues (français, néerlandais, russe, etc.).

### Religion
L'église catholique romaine de Saint-Raymond Nonnat, construite en 1956-1957. Les messes sont célébrées en espagnol et en catalan.

## Infrastructure

### Transport
- L'Aéroport de Barcelone-El Prat est situé à 56 km à l'est de Comarruga. Les liaisons par train de la gare de Sant Vicenç de Calders via la gare de Barcelone-Sants se font toutes les 30 minutes.
- Comarruga de la station de chemin de fer (nom officiel de Sant Vicenç de Calders) est surtout utilisée par les trains de banlieue. La plupart de la journée il y a 3 trains par heure à Barcelone et 1-2 à Tarragone (2017).
- La gare de Camp de Tarragone, à 33 km à l'ouest, est utilisée par les trains à grande vitesse (AVE) Barcelone-Madrid. Il y a onze liaisons par jour (2017).
- Comarruga est desservie par trois autoroutes : l'autoroute AP-2 (El Vendrell-Saragosse, puis à Madrid), l'AP-7 (frontière franco-Vera) et C-32 (Autopista Pau Casals), de Barcelone–El Prat et à Barcelone le long de la côte.

### De soins de santé
- L'hôpital le plus proche (Hospital Comarcal del Vendrell) est situé à El Vendrell, à 8 km au nord-est.

## Tourisme

### Informations touristiques
- Le bureau d'information touristique est situé au 1 Av. Brisamar (coordonnées : 41° 10′ 57,12″ N ; 1° 31′ 19,14″ E).

### Attractions à proximité
- Villa Casals, la maison-musée de violoncelliste Pablo Casals. À 2,5 km à l'est.
- L'arc de Berà. Romain, Ier siècle av. J.-C., 6,6 km à l'ouest.
- La Tour des Scipion. Romain, Ier siècle av. J.-C., 21 km à l'ouest.
- L'aqueduc de Tarragone, aussi connu comme le Pont du Diable. Romain, probablement à partir du règne d'Auguste (27 av. J.-C.–14). 30 km à l'ouest.
- Tarragone. Les ruines romaines de Tarraco (ancien nom de la province de Tarragone) ont été inscrites au patrimoine mondial par l'UNESCO. Un autre bâtiment intéressant est la cathédrale de Tarragone, datant des XIIe – XIIIe siècles et la combinaison d'éléments d'architectures romane et gothique. 31 km à l'ouest.
- Abbaye de Santes Creus. De style gothique, XIIe – XIIIe siècles. 35 km au nord-ouest.

### Aire protégée
- Réserve marine de la Masía Blanca

### Marina
- Le Comarruga port de plaisance a été construit en 1976 et est géré par le Club Nautique de Coma-ruga.

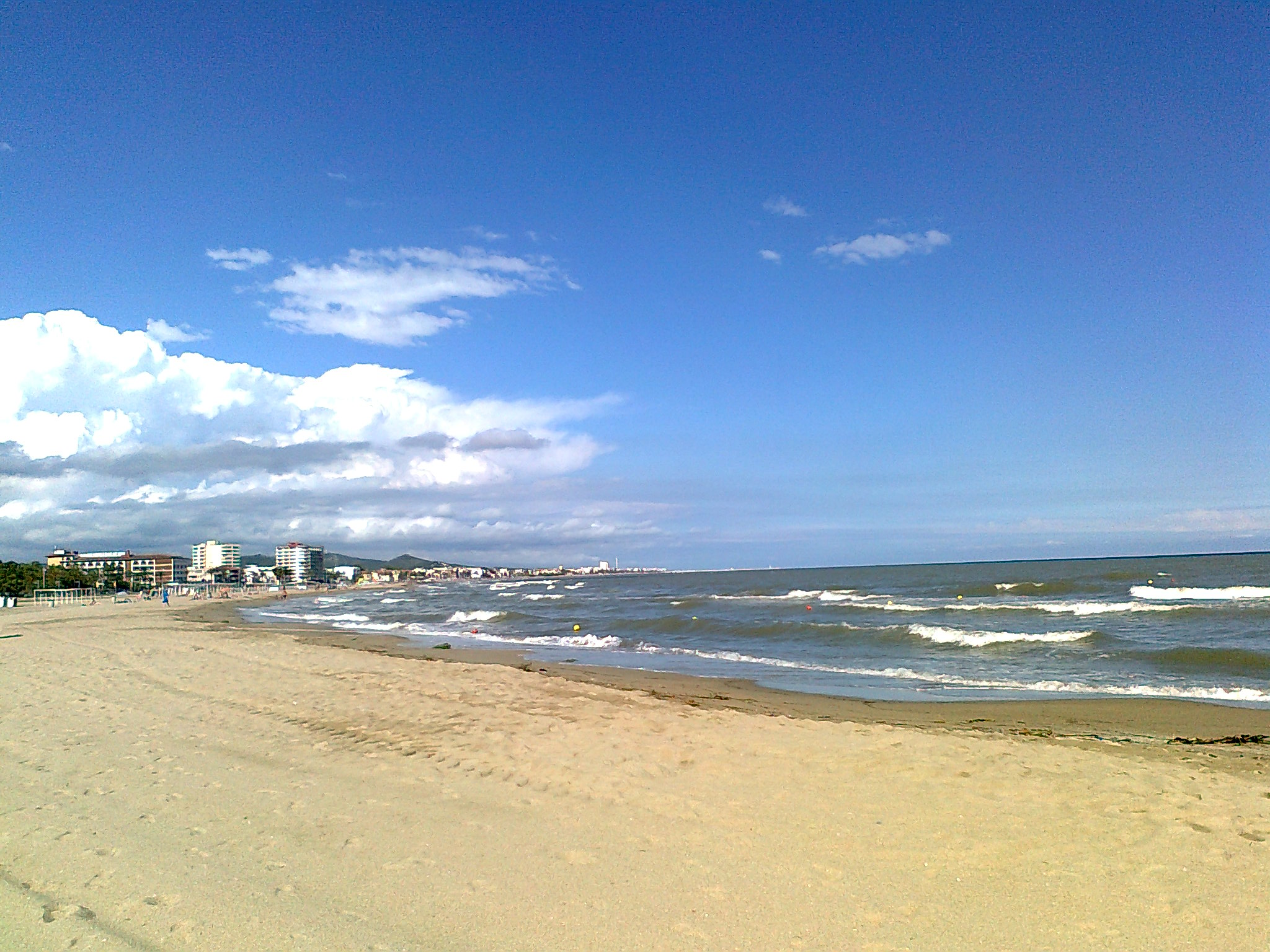
Plage. Vue de l'ouest
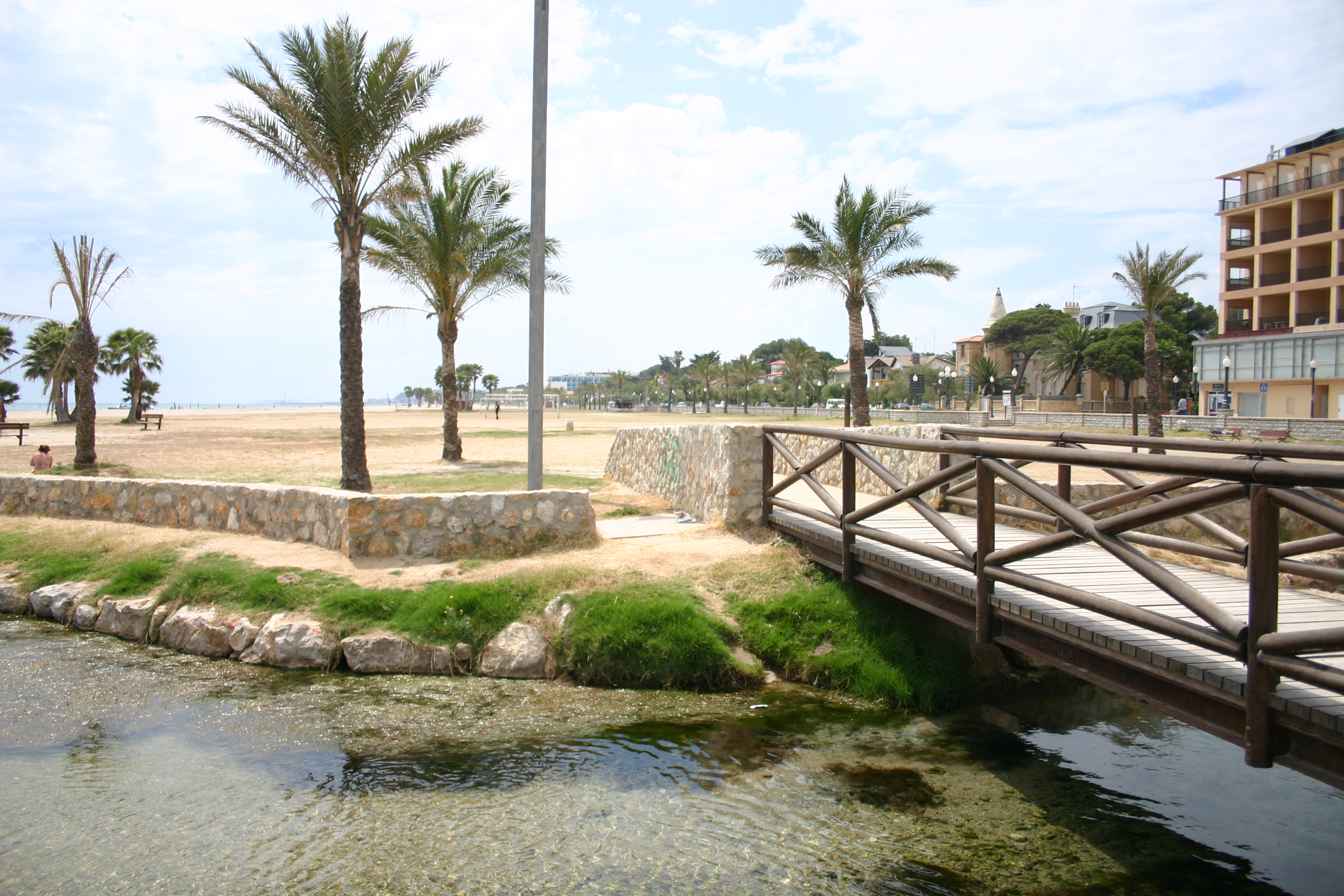
Le Ruisseau
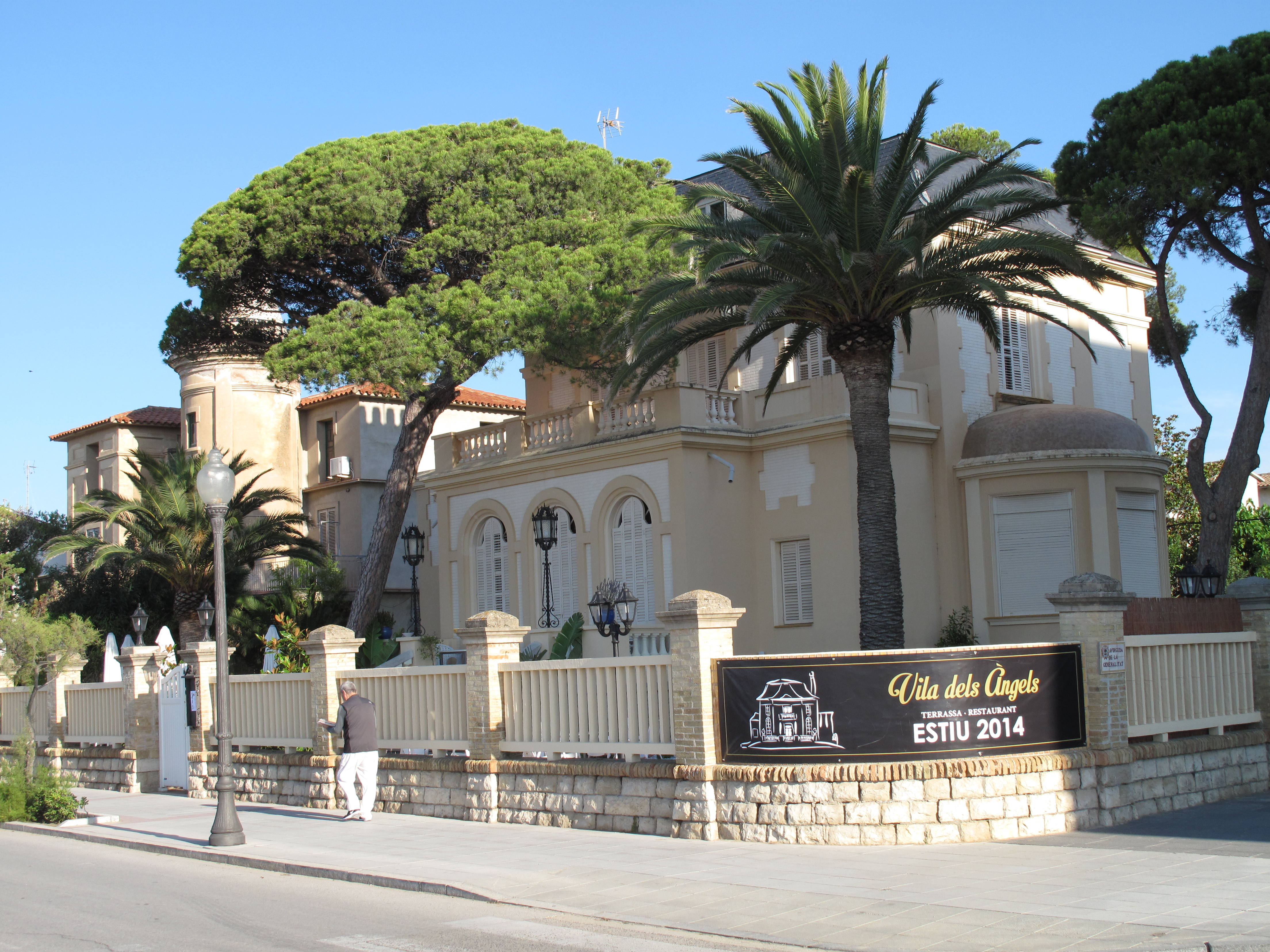
Villa Buenaventura (1933)
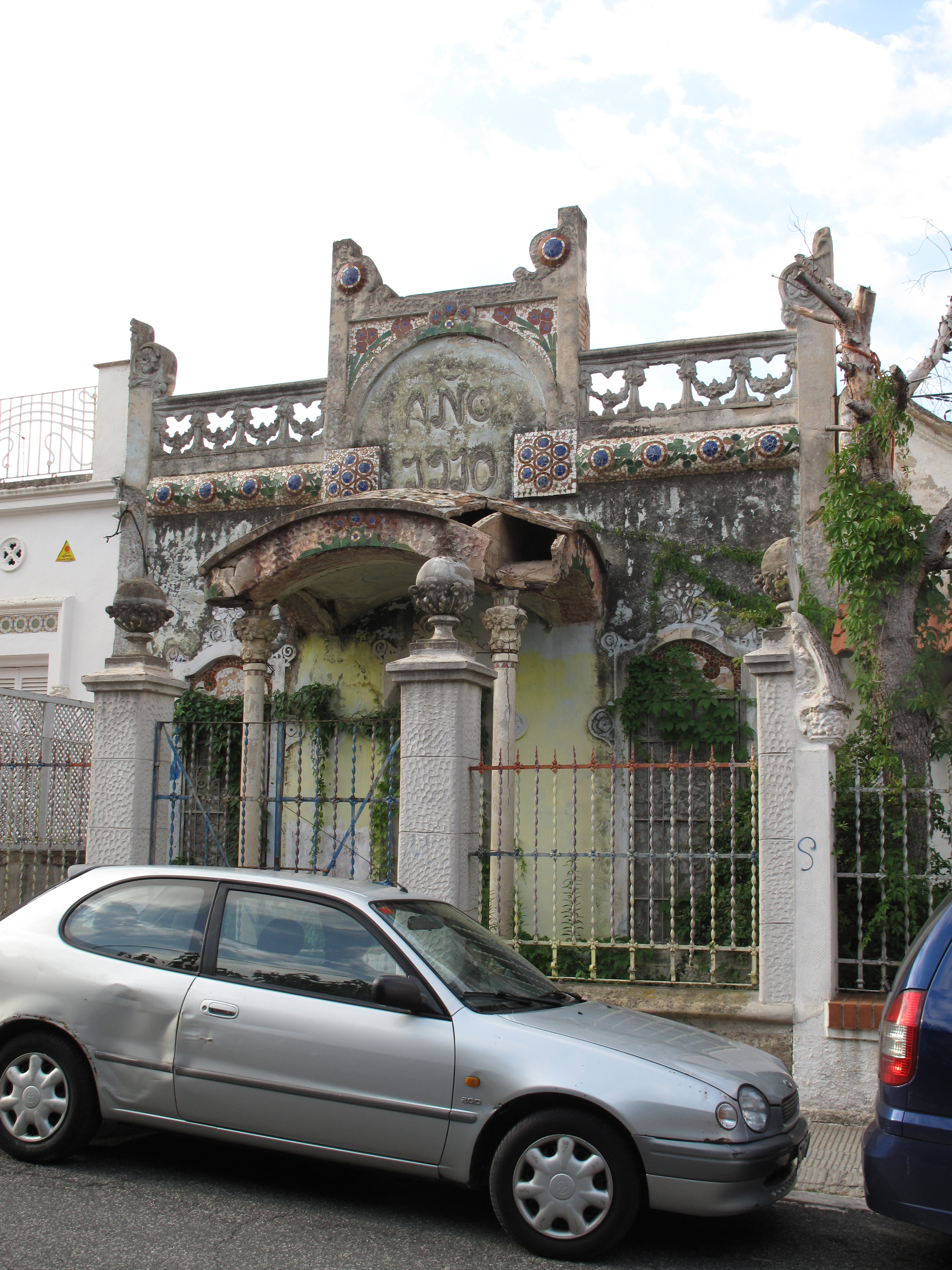
Villa Torres (style Art nouveau) (1910)
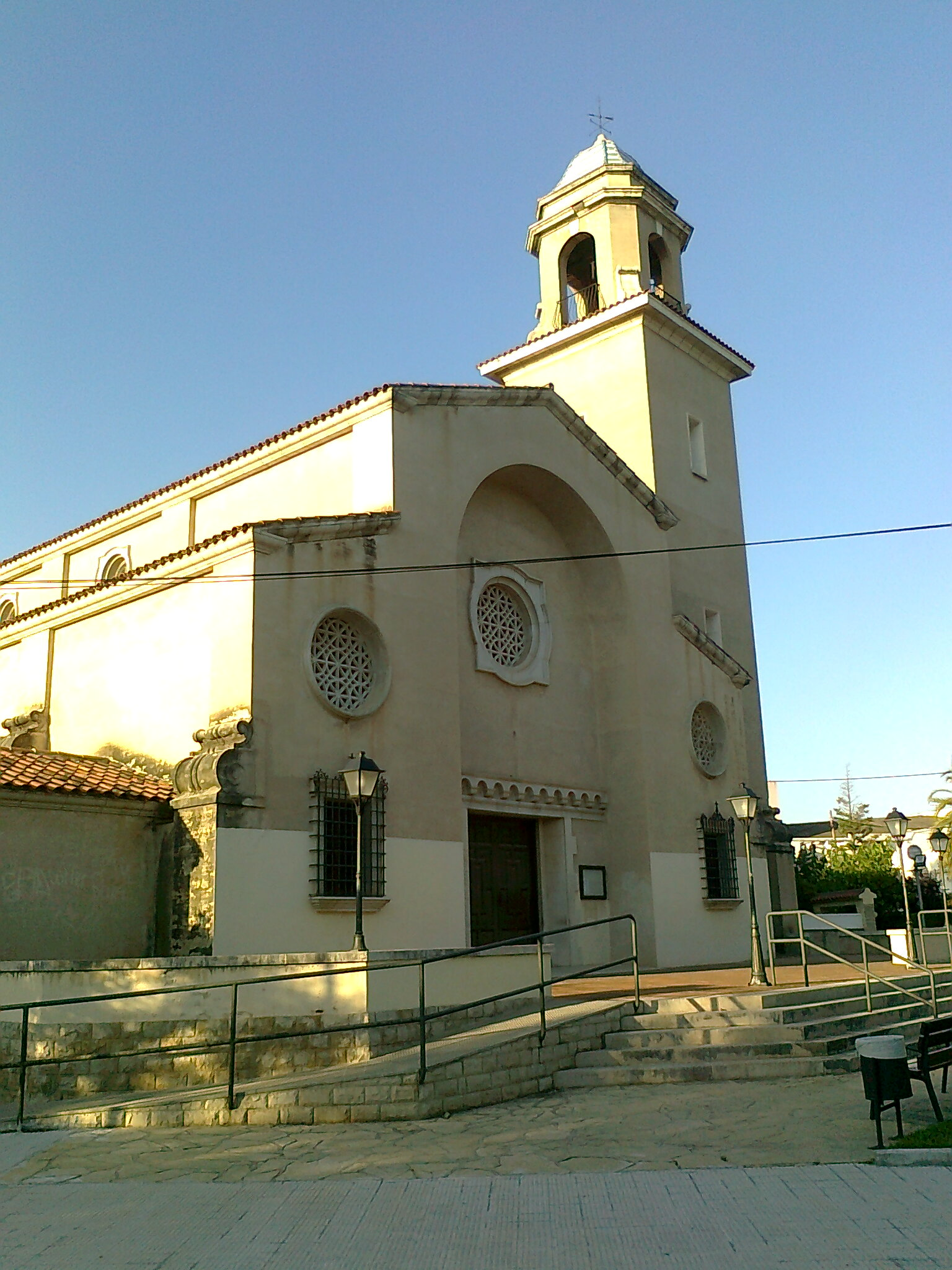
Église catholique romaine de Saint-Raymond Nonnat (1956-1957)